# 魯默峰

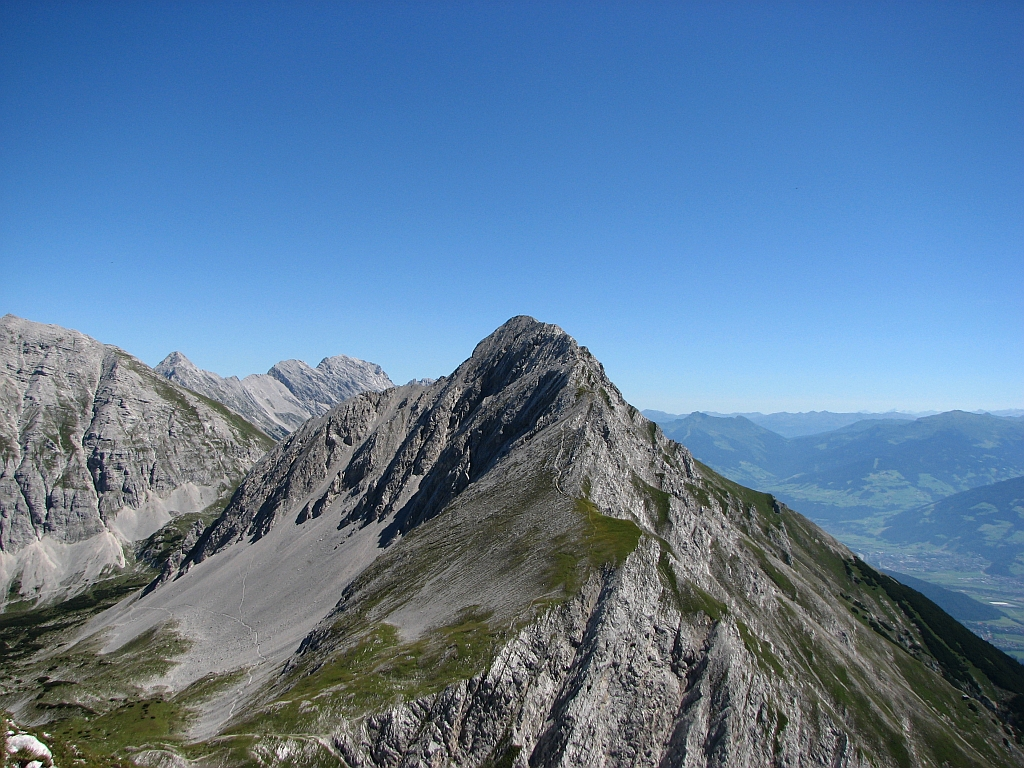

47°19′13″N 11°25′33″E / 47.32028°N 11.42583°E
魯默峰（德語：Rumer Spitze），是奧地利的山峰，位於該國西部，由蒂羅爾州負責管轄，屬於諾德凱特山脈的一部分，海拔高度2,454米，每年平均降雨量1,666毫米，人類在1867年首次登頂。